# Kenny Baker (trombettista)
Kenny Baker (Withernsea, 1º marzo 1921 – Felpham, 7 dicembre 1999) è stato un trombettista, compositore e bandleader britannico.

## Biografia
Nato a Withernsea, Inghilterra, Baker era già un musicista professionista all'età di 17 anni, nel periodo in cui suonava in una band di ottoni. Dopo aver lasciato la sua città natale, si recò a Londra, dove iniziò a suonare con il musicista jazz George Chisholm. In seguito, nel corso della Seconda guerra mondiale, prestò servizio nella RAF, partecipando a programmi di intrattenimento per le truppe.

Baker è salito alla ribalta per la prima volta in una registrazione di una jam session nel 1941, guadagnandosi rapidamente una solida reputazione nei club londinesi. Il giovane Baker fu prima tromba nell'orchestra di Ted Heath, registrando per la Decca Records nel 1946 brani come Bakerloo Non-Stop, un pezzo che evidenziò la sua performance e quella del batterista Jack Parnell.
Negli anni cinquanta Baker guidò il proprio gruppo, Baker's Dozen, con il quale suonò nel primo programma radiofonico di jazz trasmesso regolarmente in Gran Bretagna, il "Let's Settle For Music" del BBC Light Programme. Anche negli anni Cinquanta lavorò regolarmente in studio e le sue numerose registrazioni jazz (con un quartetto per la Parlophone e con gruppi di ogni genere per la Nixa Records e altri) furono considerate di livello mondiale. Negli anni '60 e '70 era ancora disponibile per lavori cinematografici e in studio. Si è spesso esibito nel programma radiofonico della BBC Sounds of Jazz', presentato da Peter Clayton, con registrazioni effettuate presso i Maida Vale Studios di Londra.
Una famosa performance da colonna sonora fu un lungo assolo di tromba che Kay Kendall finse di suonare nel film Genevieve del 1954. Baker suona regolarmente nei jazz club, spesso con il trombettista John McLevey. La bravura di Baker gli aprì altre opportunità artistiche, come quando nel 1955 si esibì a Blackpool con il duo comico Eric Morecambe ed Ernie Wise, finendo per condividere il cartellone con altri grandi artisti dell'epoca, tra cui Tommy Trinder, Benny Hill e Ken Dodd. 
Baker è stato anche membro del gruppo musicale Best of British Jazz, che comprendeva Don Lusher e Betty Smith. Nel 1976 il gruppo è andato regolarmente in tournée e, dopo la morte di Harry James nel 1983, la James Foundation gli ha chiesto di dirigere la propria orchestra.
Nel corso della sua carriera ha avuto l'opportunità di esibirsi con artisti come Frank Sinatra, Sammy Davis, Jr. e Tony Bennett. Ha lavorato anche alle colonne sonore dei film di James Bond e con i Beatles. Inoltre, può essere ascoltato in centinaia di programmi televisivi, tra cui The Muppet Show, uno show per il quale ha suonato con la Jack Parnell Orchestra. Successivamente, negli anni Ottanta, ha lavorato alla colonna sonora del serial televisivo The Beiderbecke Trilogy, con protagonista James Bolam.
Nel 1999, Baker è stato premiato come miglior trombettista ai BT British Jazz Awards e, nello stesso anno, è stato insignito dell'onorificenza dell'MBE in occasione della celebrazione del compleanno della Regina.

## Discografia

### Album
- Birth of a Legend ’41 '46  con George Chisholm, Buddy Featherstonehaugh, George Shearing, Dick Katz, Vic Lewis, Jack Parnell
- 1955/57 - The Half Dozen/After Hours con George Chisholm, Bruce Turner, Derek Collins
- 1955 - Play Not Quite Two Dozen con Tommy McQuater, Keith Christie, Bill Le Sage
- 1968 - The Spectacular Trumpet of Kenny Baker
- 1974 - Easy Jazz con Brian Lemon
- 1989/90 - The Louis Armstrong Collection
- 1993 - Tribute to the Great Trumpeters
- 1997 - Ain’t Misbehavin’